# Kerstin Müllerperth
Kerstin Müllerperth (* 30. November 1962 in Rielasingen) ist eine deutsche Kunstglasbläserin.

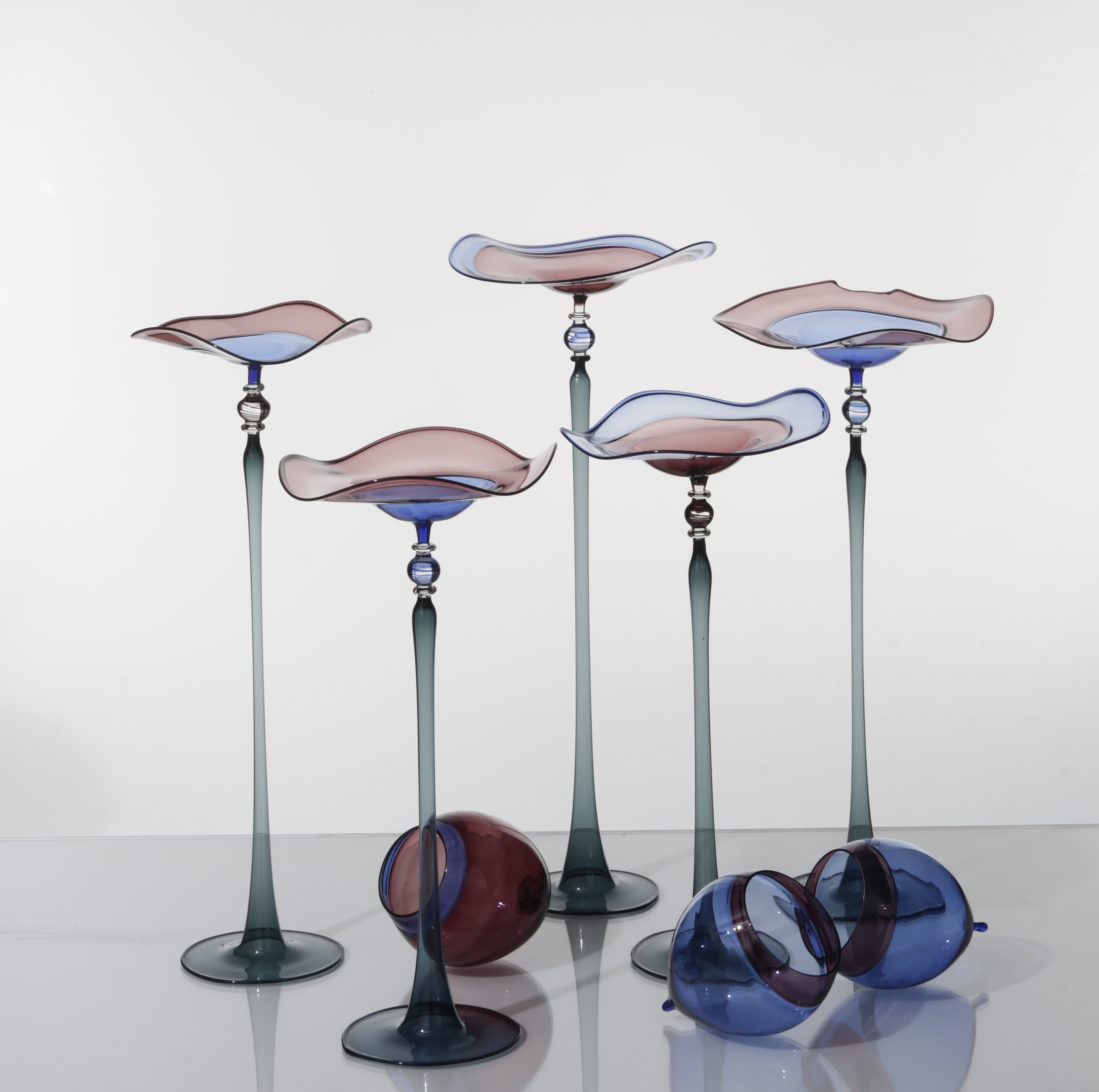
Wasserlilien mit Knospen – Glaskelche und Glaskugelvasen (2016)

## Leben
Kerstin Müllerperth entstammt der Thüringer Glasbläserdynastie Greiner-Perth. Nach dem Abitur absolvierte sie eine Ausbildung zur Kunstglasbläserin in der väterlichen Werkstatt. Danach studierte sie an der „Akademie für gestaltende Handwerke“ in Aachen, wo sie mit dem Examen „Gestalter im Handwerk“ 1991 abschloss.
Hanns Zischler schreibt über ihre mal sachlich kühle, mal venezianisch verspielte Arbeit:

„Wenn wir die Glasobjekte von Kerstin Müllerperth bestaunen und zart berühren, in Händen und gegen das Licht halten und uns in ihren Färbungen verlieren, berühren wir das Geheimnis der Glasbläserkunst.“

1990 bis 1991 war Müllerperth Lehrbeauftragte für „Glasperlen“ und „Glasschmuck“ an der Hochschule für Gestaltung Schwäbisch Gmünd.
Sie war Jury-Mitglied, unter anderem 2017 beim „GEDOK FormArt Elke und Klaus Oschmann Preis“. Seit 2015 ist sie Mitglied der Jury des Bundes der Kunsthandwerker Baden-Württemberg.
Sie ist verheiratet mit dem Goldschmied Johann Müllerperth. Ihre Tochter ist die Pianistin Magdalena Müllerperth.

## Preise und Anerkennungen
Sie erhielt ein Stipendium der „Stiftung für Begabtenförderung“ (1989) und gewann mehrere Preise darunter einen 1. Preis beim Wettbewerb „Das verschließbare Gefäß“ der Galerie Ewers, Köln (1989) und einen 3. Preis beim Wettbewerb des Landes Nordrhein-Westfalen „Junges Handwerk“ (1990). 2016 wurde sie für den Staatspreis Gestaltung Kunst Handwerk des Landes Baden-Württemberg nominiert und erreichte die Endrunde.

## Ausstellungen und Ankäufe
Kerstin Müllerperth präsentierte ihr filigran gestaltetes Glas bei nationalen und internationalen Ausstellungen und Messen, unter anderem in Karlsruhe, Köln, Bremen sowie in der Schweiz und in den USA. 
Ende 2016 hatte sie zusammen mit Schmuckstücken ihres Ehemannes Johann eine große Ausstellung unter dem Titel „Natur in Gold und Glas“ in der Neuen Orangerie Schloss Schwetzingen.
Arbeiten von ihr befinden sich im Schmuckmuseum Pforzheim und im Deutschen Goldschmiedehaus (Hanau).